# Haensmolen
De Haensmolen (Fries: Haensmole) is een poldermolen op het eiland De Burd ten noordoosten van het Friese dorp Grouw, dat ligt in de Nederlandse gemeente Leeuwarden.

## Beschrijving
De Haensmolen werd vermoedelijk in de achttiende eeuw gebouwd, ter bemaling van de polder de Gallelannen. Het exacte bouwjaar van deze spinnenkopmolen is echter onbekend. Het is de enige molen in Nederland met een lipvang voor het vangen (stilzetten) van de wieken.
Aanvankelijk stond de Haensmolen op de hoek van het Pikmeer en het Prinses Margrietkanaal. Op 9 januari 2004 werd hij echter door het uit de koers gelopen binnenvaartschip Renasa vrijwel geheel verwoest. Daarna werd door de provincie Friesland, die de molen in eigendom had, besloten hem te herbouwen aan de noordwestzijde van het eiland De Burd, nabij het Biggemeer. De vernieuwde Haensmolen werd op 12 mei 2008 geopend. Hij bemaalt nu een zomerpolder van 70 ha. Na de herbouw werd de molen door de provincie geschonken aan de Stichting Molens De Lege Midden.